# Miño (Spagna)
Miño è un comune spagnolo di 5 739 abitanti situato nella comunità autonoma della Galizia.
Fino al 1919 si è chiamata Castro.